# Bureau national interprofessionnel du cognac
Le Bureau national interprofessionnel du cognac (BNIC) est un organisme interprofessionnel français investi de missions de service public. Il regroupe tous les viticulteurs et tous les négociants de la région de production du cognac.
Le BNIC est une organisation interprofessionnelle telle que définie aux articles L 631 du code rural. C'est un établissement à caractère privé, financé par les professionnels du cognac (négociants et viticulteurs). Cependant, il est investi de missions de service public.
La présidence du BNIC est assurée par Christophe Véral, viticulteur et bouilleur de cru, depuis le 24 novembre 2020.

## Historique
Le BNIC a été créé en 1946. Il succédait au bureau de répartition des vins et eaux-de-vie créé durant la seconde guerre mondiale afin de préserver le stock de Cognac. La station viticole, datant de 1892 lui est rattachée en 1948.
Le BNIC est certifié ISO 9001 version 2008 depuis le 13 juin 2007, et le laboratoire d'analyse de la station viticole est certifié ISO 17025 depuis le 30 juin 2009.
En 2010, le BNIC intègre l’organisme de défense et de gestion (ODG) du Cognac, mission auparavant confiée à une association.

## Missions
Le BNIC a trois types de missions. Il exerce, depuis sa création, des missions de service public par délégation de Direction générale des Douanes et Droits indirects. Par ailleurs, il exerce de missions économiques, à l'instar des interprofessions. Enfin, depuis 2010, il est reconnu organisme de défense et de gestion (ODG), jouant ainsi un rôle de défense de l’appellation cognac.

## Organisation

### Gouvernance
L'assemblée plénière est l'organe décisionnaire du BNIC. Elle est constituée de 34 membres dont 17 représentent la famille de la viticulture et 17 représentent la famille du négoce. Ses membres sont désignés, de façon paritaire, par les syndicats professionnels les plus représentatifs des familles de la viticulture et du négoce. Un président est élu pour trois ans.
Le président est Christophe Véral, le vice-président est Alexandre Gabriel, dirigeant et maître de chai de la Maison Ferrand.
La représentation de l'État est assurée à la fois par un contrôleur général économique et financier, nommé par le ministère des Finances, et par des responsables des différentes administrations concernées par le Cognac (DGDDI, DGCCRF, DRAF, DDAF, ONIVINS, INAO…).
Toutes les décisions concernant la vie du Cognac, sous tous ses aspects, sont prises par l'assemblée plénière, sur proposition du comité permanent, après consultation de commissions spécialisées.
Les différents pôles du BNIC sont chargés d'en assurer la bonne exécution.

### Financement
Le budget prévisionnel du BNIC pour la période allant de 2020 à 2021 est de 12,11 millions d'euros par an. Les recettes proviennent de cotisations volontaires obligatoires.

## Activités
Ses activités relèvent soit de l'interprofession (Informations techniques, recherche, analyse statistique et marketing, suivi des législations, mise à disposition d'un centre documentaire), soit du service public (Contrôle des mouvements du Cognac, tenue des comptes de vieillissement, délivrance des certificats d'attestation d'âge et d'origine).

### Activité de lobbying
Le BNIC est inscrit depuis 2014 au registre de transparence des représentants d'intérêts auprès de la Commission européenne. Il déclare en 2017 pour cette activité des dépenses annuelles d'un montant compris entre 10 000 et 25 000 euros.
Le BNIC est inscrit comme représentant d'intérêts auprès de l'Assemblée nationale. Il déclare à ce titre en 2015 un budget global de 13 000 000 Euros, dont 550 000 Euros de financement public, mais il n'indique pas les coûts annuels liés aux activités directes de représentation d'intérêts auprès du Parlement. Pour l'année 2017, Le BNIC déclare à la Haute Autorité pour la transparence de la vie publique exercer des activités de lobbying en France pour un montant qui n'excède pas 50 000 euros.